# Willem van Waterschoot van der Gracht
Willem Anton Joseph Maria van Waterschoot van der Gracht (Amsterdam, 15 mei 1873 - Roermond, 12 augustus 1943) was een Nederlandse jurist, mijnbouwkundige en geoloog.

## Familie
Willem van Waterschoot van der Gracht stamde uit de in het Nederland's Patriciaat opgenomen familie Van Waterschoot van der Gracht. Hij was de zoon van Walther Simon Joseph van Waterschoot van der Gracht (1845-1921), onder andere jurist en lid van de Eerste Kamer en jonkvrouw Maria Cornelia Adriana Josepha van der Does de Willebois (1844-1923). Hij trouwde in 1901 te Graz de Oostenrijkse Josephine Rudolfine Maria Gisella Ferdinandine Freiin (barones) von Hammer Purgstall (1881-1955), dochter van Arthur Wilhelm Franz Josef Freiherr von Hammer-Purgstall (1855-1904), keizerlijk consul, en Gisela Gräfin von Vetter und Herrin von der Lilie, Freiin zu Burg-Freistritz (1860-1921); uit dit huwelijk werden drie zonen geboren en een dochter, de kunstenares Gisèle van Waterschoot van der Gracht.

## Loopbaan
Als zoon van een notaris bezocht Willem van Waterschoot van der Gracht het gymnasium te Amsterdam en Katwijk. Daarna ging hij rechten studeren aan de Universiteit van Amsterdam, waar hij in 1899 cum laude promoveerde. Daarna studeerde hij tot 1903 achtereenvolgens in Engeland en Duitsland geologie en mijnbouwkunde. In 1903 werd hij secretaris der Mijnraad waarvan hij van 1905 tot 1917 lid was. In 1905 begon hij als ingenieur bij de Rijksopsporing van Delfstoffen (R.O.v.D.). In deze functie vond Van der Gracht in 1906 steenkool in de Peel. Hij had gegevens bewerkt van bijna alle boringen die in het aangrenzende Duitse gebied verricht waren, die hem tot de conclusie brachten dat de Peel in de diepere ondergrond waarschijnlijk een gebied met horsten en slenken vormt. Onder meer door zijn werk groeide de kennis over de Nederlandse ondergrond sterk.
Door zijn reputatie als mijnbouwkundige werd Van der Gracht op het gebied van opsporing van delfstoffen (steenkool, aardolie en ertsen) een veelgevraagd expert. Hij bezocht tussen 1909 en 1913 Roemenië, Spanje, Zuid- en Oost-Afrika, Patagonië en Vuurland. Ondertussen was hij vanaf 1910 ook werkzaam voor enkele petroleummaatschappijen. In de periode van 1913 tot 1914 werd door hem advies aan de regering uitgebracht over de opsporing van delfstoffen in Nederlands-Indië. Van der Gracht aanvaardde in maart 1915 een opdracht van de Koninklijke Shell tot onderzoek van het midden van de Verenigde Staten.
Na de publicatie van het eindrapport Rijksopsporing Delfstoffen in 1918 nam hij ontslag bij de R.O.v.D. om in de Verenigde Staten voor Shell en andere petroleummaatschappijen te gaan werken. Van 1928 tot 1931 werkte hij de in Amerika verzamelde informatie uit in Oostenrijk. Door zijn Amerikaanse onderzoek werd hij een van de belangrijkste geologen van Noord-Amerika van zijn generatie.
In 1932 werd hij hoofdingenieur en later Inspecteur-Generaal der Mijnen en hoofd van het Staatstoezicht op de Mijnen. Ook deed hij onderzoek naar de geologie van het Paleozoïcum, waarin hij de geologie van Noord-Amerika met die van Europa vergeleek. Hij kwam tot de conclusie dat zich ook in het Europese Paleozoïcum olie en gas moesten bevinden.
Na zijn pensionering brak de Tweede Wereldoorlog uit. Van der Gracht zette zich in om de door de bezetting van Nederland plotseling van hun onderzoek beroofde studenten geologie aan werk te helpen. Samen met L.U. de Sitter, W.J. Jongmans en P. Tesch organiseerde hij geologisch onderzoek voor de Staatsmijnen en particuliere mijnen in Limburg. De jonge geologen werden te werk gesteld aan de collecties van de R.O.v.D. en aan geofysische metingen aan de Zuid Nederlandse ondergrond, zodat ze uit de Duitse dwangarbeid bleven. Na zijn dood in 1943 zette Ulbo de Sitter dit werk voort.

## Eerbewijzen

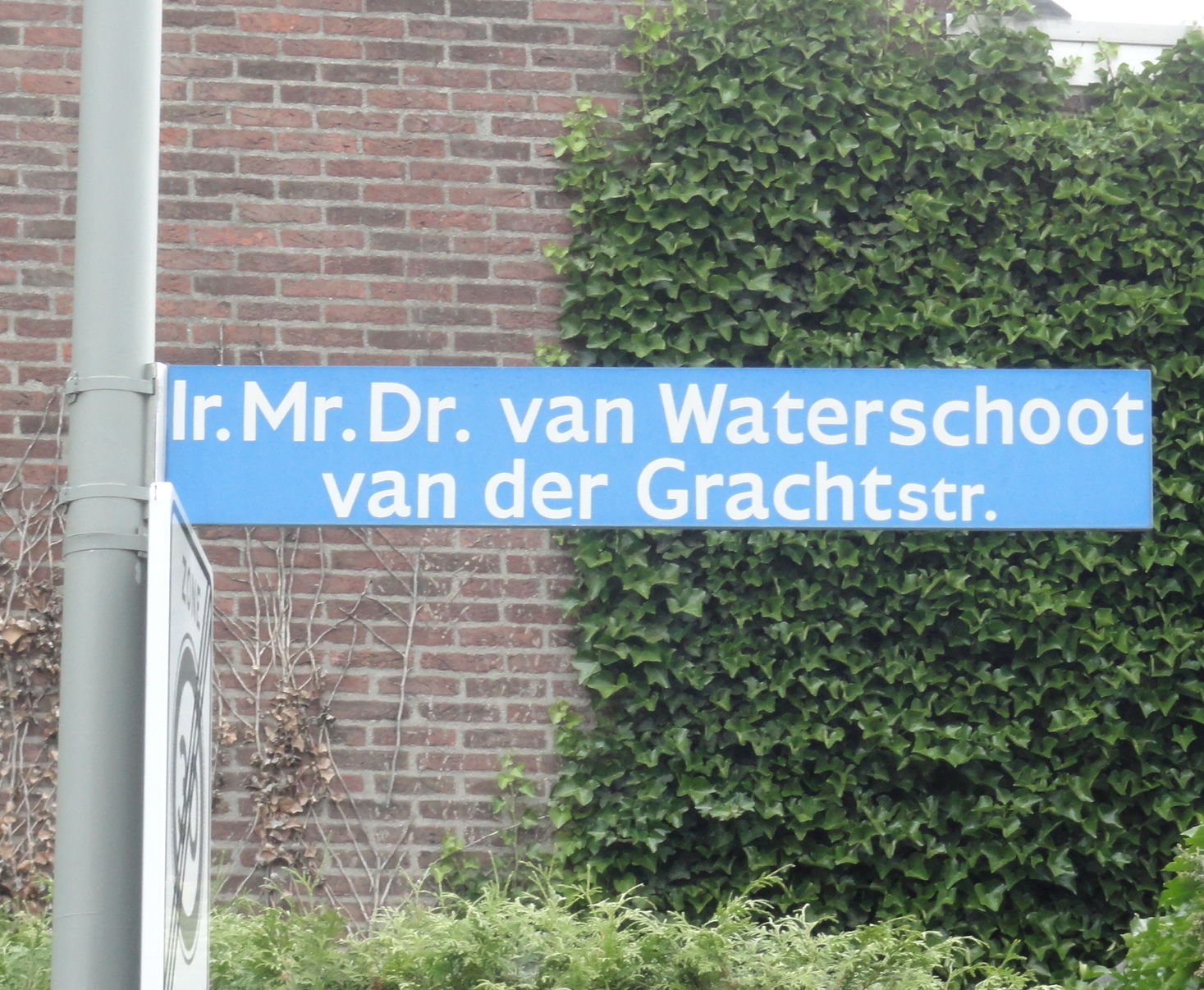
Straatnaambord van de Ir. Mr. Dr. van Waterschoot van der Grachtstraat in Heerlen

- In 1936 werd hij benoemd tot lid van de Koninklijke Nederlandse Akademie van Wetenschappen (KNAW).
- Het Koninklijk Nederlands Geologisch Mijnbouwkundig Genootschap verbond zijn naam aan een erepenning.
- In Heerlen is de Ir. Mr. Dr. van Waterschoot van der Grachtstraat naar hem vernoemd, de langste straatnaam van Nederland.[2]
- Hij verkreeg de pauselijke titel Ere-kamerheer met Kap en Degen.